# Grotte de Bosumpra

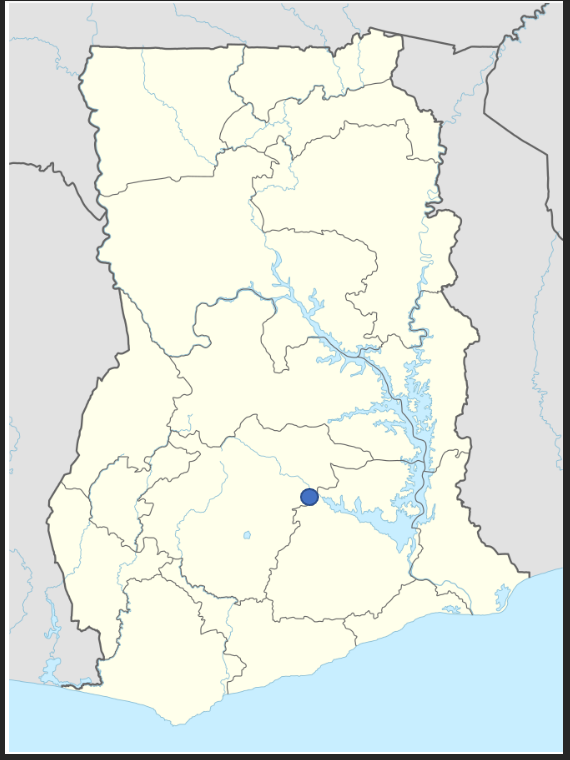
Abri de Bosumpra situé sur la carte du Ghana

L'abri de Bosumpra est un abri sous roche et un site archéologique de l'Holocène situé sur le plateau du Kwahu, qui fait partie de la partie la plus à l'est des hautes terres d'Ashanti, dans le centre-sud du Ghana, en Afrique de l'Ouest.

## Situation
Le plateau du Kwahu et les hautes terres Ashanti se trouvent juste au nord des basses terres Akan et s'étendent en diagonale à travers le centre-sud du Ghana sur 200 km, depuis la frontière occidentale avec la Côte d'Ivoire jusqu'au bord du bassin de la Volta. 
L'abri de Bosumpra se situe au nord-est de la ville d'Abetifi, dans la région orientale de Bono, une zone connue pour avoir livré plusieurs sites archéologiques de la culture néolithique de Kintampo. Il est à une altitude d'environ 613 m au-dessus du niveau de la mer.

## Toponymie
Le site tire son nom d'abosom (obosom au singulier), qui signifie « dieux inférieurs » dans la religion traditionnelle Akan, dieux qui habitent principalement les lacs et les rivières. L'abri de Bosumpra était auparavant la demeure du tete bosom local (divinité tutélaire) de la rivière Pra, traditionnellement originaire de la région de Kwahu à Twendurase. Obosom Pra est l'un des « fils du dieu suprême du ciel », bien qu'Andrew Smith décrive la divinité « comme l'un des quatre principaux « abosom » du panthéon Guan ».

## Historique
L'abri de Bosumpra a été le premier site de ce type fouillé au Ghana et le premier à avoir livré des vestiges antérieurs à la culture de Kintampo,.
Charles Thurstan Shaw dirige une première fouille dans l'abri en 1943. Les fouilles de Shaw, à une profondeur de 1,5 m, documentent deux périodes d'occupation : une longue période mésolithique puis néolithique, caractérisée par une industrie microlithique abondante et de petites quantités de poteries décorées, et une période protohistorique « pré-Akan et Akan » avec fer et poterie,,.
Une autre fouille conduite par Andrew Smith en 1973/1974 a fourni les premières datations par le carbone 14 et livré des vestiges macrobotaniques. Les datations encadraient la partie supérieure de la séquence d'occupation du site entre 4500 av. J.-C. et 1400 apr. J.-C.
L'abri de Bosumpra est fouillé à nouveau lors du Forest Occupations of Ghana Project, entre 2008 et 2011. Le projet comprenait également la nouvelle fouille des sites d'Apreku et d'Akyekyema Bour, ainsi que la fouille des abris sous roche de Gyaape, la fouille de sauvetage à petite échelle d'Awhene Koko, et une étude approfondie de la zone du projet. Ces nouvelles fouilles de l'abri de Bosumpra ont montré que la première occupation du site datait du milieu du XIe millénaire av. J.-C. et s'était poursuivie tout au long de l'Holocène.
Plus récemment, le site a servi de sanctuaire à la divinité Pra. Il est aujourd'hui utilisé comme église chrétienne.

## Stratigraphie
L'abri sous roche a une superficie au sol d'environ 240 m2. Le sol est le plus bas au centre et monte vers les bords nord et sud.

### Holocène (10500 à500av. J.-C.)
L'abri de Bosumpra est occupé depuis au moins le milieu du XIe millénaire av. J.-C. comme lieu d'habitation et de fabrication d'outils lithiques. Certains des premiers exemplaires de poterie connus en Afrique de l'Ouest subsaharienne proviennent de Bosumpra, où les données stratigraphiques indiquent que les microlithes géométriques, les haches partiellement polies et la céramique ont formé la base d'une société particulière sur le plateau du Kwahu avant même le début de l'Holocène. Les outils lithiques de Bosumpra montrent une technologie bifaciale persistante dans la fabrication des pointes et des haches. Au début du Xe millénaire av. J.-C., la poterie de Bosumpra est solidement établie, décorée de cannelures et imprimée au peigne fileté rigide.
L'assemblage lithique de Bosumpra diffère de beaucoup de ceux connus en Afrique centrale par la prédominance de microlithes géométriques et de haches. Cette technologie s'est maintenue jusqu'au XVIIe siècle apr. J.-C..

### Culture Atetefo (1200 à 1600apr. J.-C.)
Le plateau du Kwahu a également fait initialement ou finalement partie de la zone d'influence ou de peuplement de ceux qui fabriquaient la poterie Atetefo.
Au cours de cette période, on assiste à un déclin des matières premières lithiques non locales et des outils en quartz, accompagné de rares preuves de métallurgie. La continuité avec les artéfacts de l'Holocène est évidente dans l'industrie lithique (c'est-à-dire dans les microlithes géométriques et la réduction bipolaire), la présence de haches et la céramique, bien que certains changements soient visibles dans la forme des récipients et des bords, les motifs décoratifs et la méthode de fabrication. La persistance de la technologie lithique à Bosumpra aux côtés de la métallurgie du fer montre son importance locale.

### Culture Akan (à partir de la fin duXVIIesiècle)
En fin de période, la céramique montre une certaine continuité, les seules évolutions sur la période étant l'apparition d'un motif de cannelure ondulée et la quasi-disparition de l'industrie lithique.

## Découvertes botanique et agricole
Des recherches plus récentes ont révélé que l'abri de Bosumpra a produit des preuves précoces de la gestion de certaines plantes, telles que le palmier à huile (Elaeis guineensis) et le manguier (Canarium schweinfurthii), remontant au 9e millénaire av. J.-C. Cette découverte a permis d'étendre la chronologie de l'utilisation de ces espèces en Afrique de l'Ouest.
Les fouilles ont également mis en lumière la présence de cultures domestiquées telles que le mil à chandelle (Pennisetum glaucum) et le haricot à œil noir (Vigna unguiculata), datant du milieu du 3e millénaire av. J.-C. Ces cultures sont significatives car elles indiquent une interaction croissante entre les populations locales et les producteurs de nourriture, suggérant un échange de ressources et de connaissances entre chasseurs-cueilleurs et producteurs agricoles.
Les recherches suggèrent que malgré les conditions environnementales relativement défavorables pour ces cultures arides dans la région forestière, il est possible que des conditions climatiques légèrement plus sèches et des pratiques agricoles adaptées aient permis leur présence à Bosumpra.